# UTC−04:00

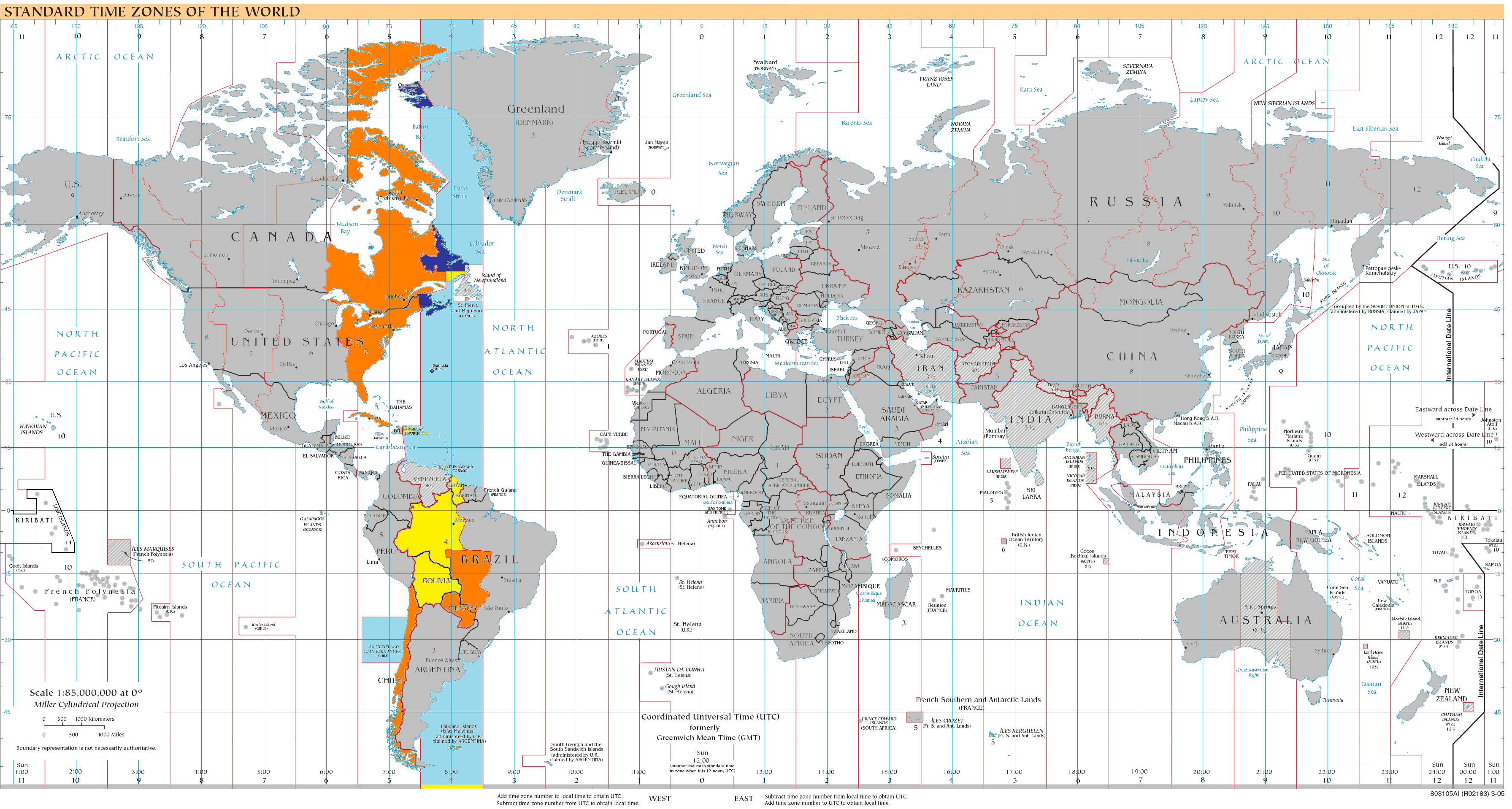
UTC-4：藍（12月）、橘（6月）、黃（全年）、淡藍 - 海洋

UTC−04:00時區比協調世界時慢4小時，使用於地區如下：

## 未使用夏令時間的單一時區國家
- 安地卡及巴布達
- 阿鲁巴
- 玻利维亚
- 多米尼克
- 格瑞那達

- 委內瑞拉
- 波多黎各（大西洋標準時間）
- 圣基茨和尼维斯
- 圣卢西亚
- 千里達及托巴哥

## 使用夏令時間的單一時區國家
- 百慕大

- 巴拉圭

## 使用多時區的國家
- 巴西
  - 亞馬孫州（西南角除外）
  - 马托格罗索州
  - 南马托格罗索州
  - 帕拉州
  - 朗多尼亚州
  - 羅賴馬州
- 加拿大（大西洋標準時間[[[Wikipedia:格式手册/链接#章節|錨點失效]]]）
  - 拉布拉多（東南角除外）
  - 新伯倫瑞克
  - 新斯科細亞
  - 愛德華王子島
  - 魁北克（Natashquan河以東）
  - 魁北克（西經63度以東）
- 智利（冬令時間，復活島與麦哲伦-智利南极大区除外）
- 格陵兰
  - 西北部
    - 皮图菲克地區（採用美國日光節約時間的方式）
- 維京群島
  -  英屬維爾京群島
  -  美屬維爾京群島（大西洋標準時間）
- 美国（北美東部時間的夏令時間）